# ساری مرکز
ساری مرکز یا مرکز شهر به مرکز شهر ساری گفته میشود و مهمترین و قدیمی ترین محله این شهر است.
برج ساعت ساری نماد این محله میباشد.

## تاریخچه
قدمت این محله تقریبا همزمان با ساخت دیوار ها و دروازه های شهر ساری است که در آن زمان مساحتی حدود ۵ کیلومتر مربع معادل تقریبا کل شهر ساری را در بر میگرفت. برخی از میدان ها و خیابان های این محله نیز در گذشته دروازه ها و دیوار های شهر ساری بودند مانند میدان شهدا(دروازه گرگان)، میدان ابن شهرآشوب (دروازه بابل) و میدان شهرداری(دروازه تهران).

## ساختار

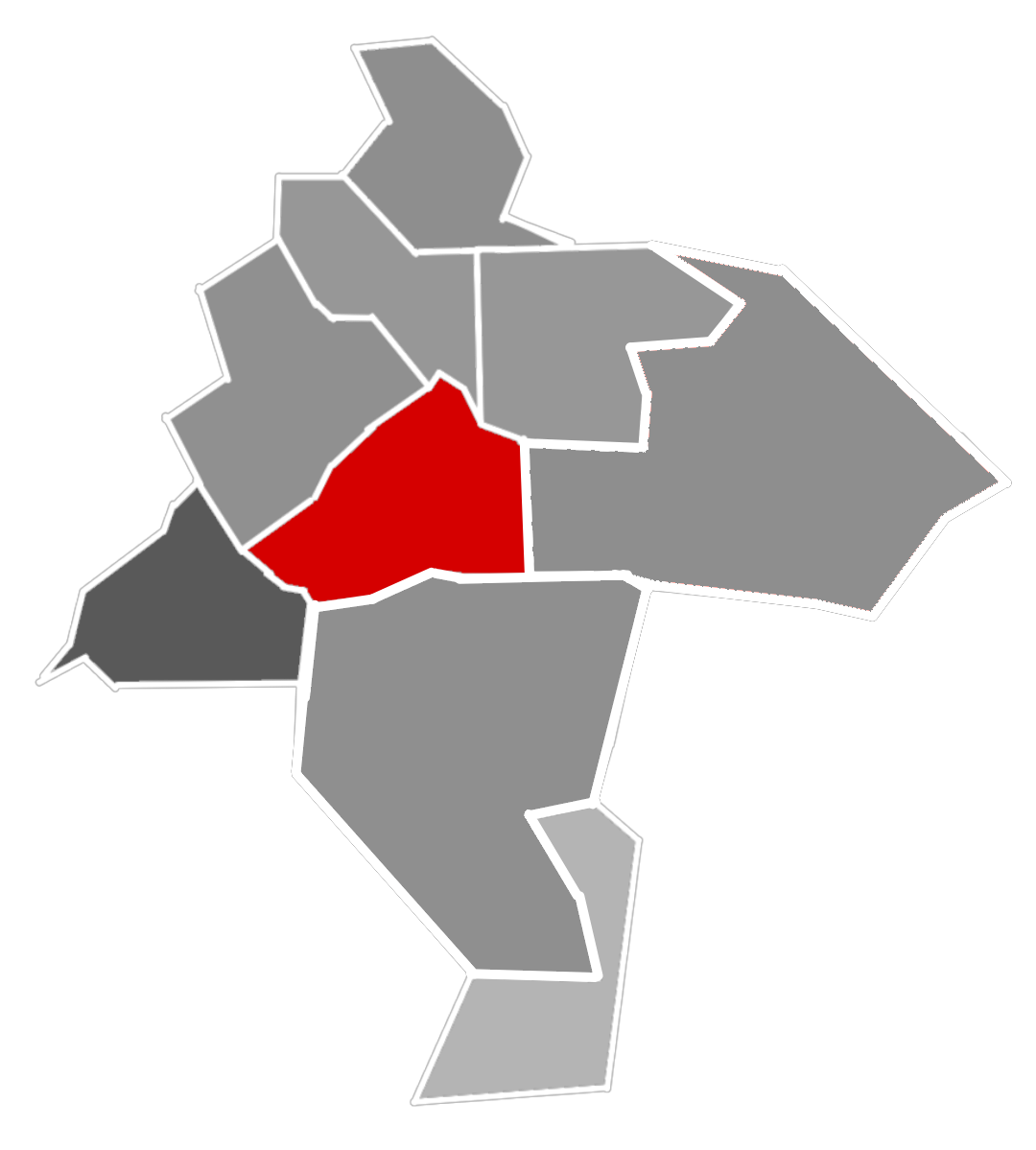
موقعیت محله ساری مرکز

ساری مرکز دارای ۴ بلوار، ۵ میدان، ۱۴ خیابان مهم،یک ایستگاه قطار،۵ بوستان،یک پردیس سینمایی درحال ساخت و یک گود مترو بلاتکلیف در فاز ۳ بوستان ولایت است، میدان ساعت و محله پاساعت هسته مرکزی این منطقه را تشکیل میدهند، همچنین عمارت شهرداری ساری نیز در این محله قرار دارد.
این محله از شرق به محله تجنشهر، از شمال به طبرستان و ساری نو، از غرب به محله گارد جنگل و از جنوب به محله راهبند و سروینه باغ متصل است.

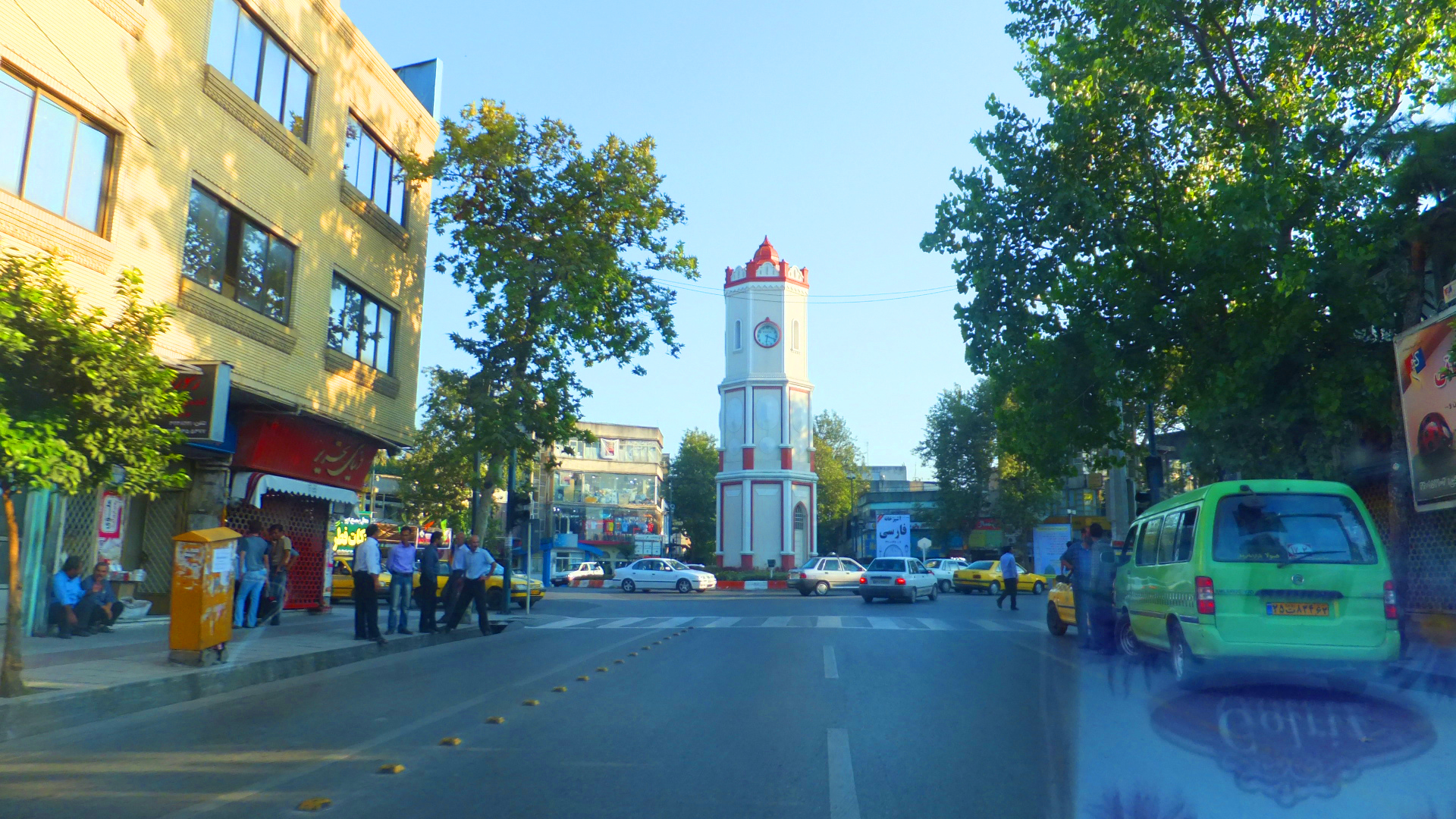
میدان ساعت

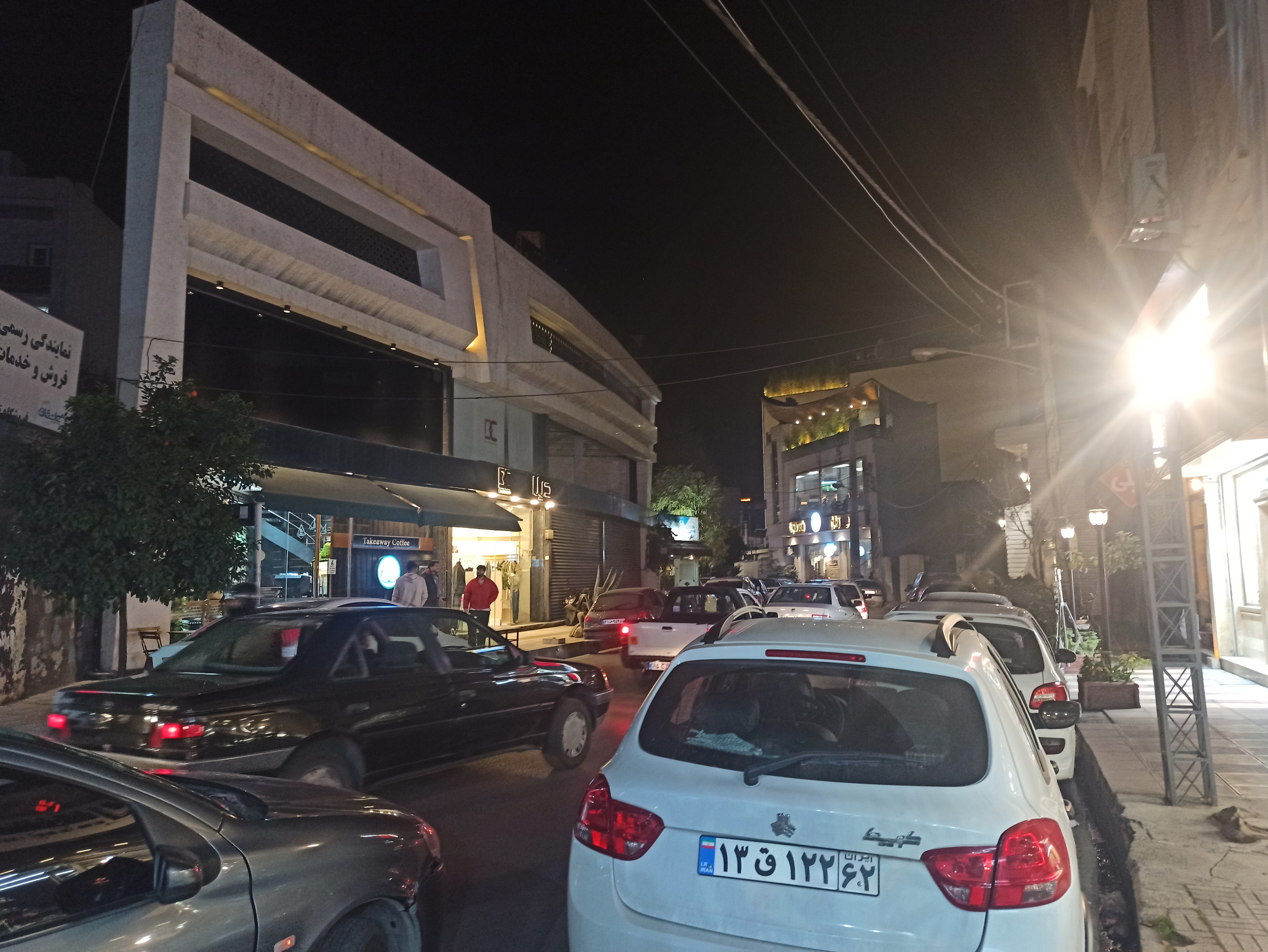
خیابان پیوند

## مشکلات

### پروژه های نیمه کاره
ساری مرکز در بین محلات ساری دارای بیشترین تعداد پروژه نیمه کاره است. پروژه هایی مثل پارکینگ مکانیزه در بلوار ارتش، برج نارنجستان و پردیس سینمایی و گود مترو در فاز ۲ و ۳ بوستان ولایت نمونه هایی از این پروژه های نیمه کاره هستند.

### ترافیک
ساری مرکز در وسط شهر ساری قرار دارد و بسیاری از پاساژ ها و مراکز مهم اداری و دولتی در این محله قرار دارند و با وجود خیابان های باریک هر روز ترافیک شدید و خسته کننده  در این منطقه مشاهده میشود.

### ساختار شهری قدیمی
ساختار شهری قدیمی در کوچه پس کوچه های این محله، نبود امکانات حمل و نقل عمومی مناسب، خیابان های باریک و تراکم جمعیت شدید در این منطقه همگی باعث شده تا امکان هر نوع عریض سازی خیابان، اجرای طرح بی ار تی و پیشرفت بر روی سطح زمین در این محله از بین برود.

## بخش ها
ساری مرکز شامل چند محله کوچکتر به نام های نرگسیه، میرزمانی، پاساعت، میرمشهد، آب انبارنو، راه آهن، بهمن، ملامجدالدین، کولائیان، فدک، آزادگان، ابن شهر آشوب، بلوار آزادی و پیوند تشکیل شده است.